# Wolf-díj
A Wolf-díj a Wolf Alapítvány által 1978-ban alapított nemzetközi díj, melyben a tudomány és a művészet területén kimagasló személyek részesülhetnek.

## Wolf Alapítvány
A díjat alapító Wolf Alapítvány a Tudományok és Művészetek Előmozdítására 1976-ban jött létre, elsősorban a kalandos életű milliárdos Ricardo Wolf és felesége, Francisca 10 millió dolláros adományából.

## A Wolf-díj
1978-tól a Wolf Alapítvány évente osztja ki díjait „az emberiség és a népek barátságának érdekében kifejtett tevékenységért” a mezőgazdaság, kémia, matematika, orvostudomány és fizika területén. 1981-ben e kört művészeti díjjal bővítették, amelyet évenkénti rotációval a Festőművészet, zene, szobrászat és építészet területén osztanak ki.
A díj mellé jár 100 000 dollár, amit több díjazott esetén egyenlő arányban megosztanak.
A díjazottakat évente kijelölt 3-5 tagú szakértőkből álló bizottságok választják ki, a díjat ünnepi külsőségek között, Izrael megalakulásának (héber naptár szerinti) évfordulóján, a Kneszetben adja át Izrael elnöke.

### A Wolf-díj típusai
- Agrártudományi Wolf-díj
- Kémiai Wolf-díj
- Matematikai Wolf-díj
- Orvostudományi Wolf-díj
- Fizikai Wolf-díj
- Művészeti Wolf-díj

### Magyar díjazottak
- Polányi János (kémia 1982)
- Erdős Pál (matematika, 1983)
- Lax Péter (matematika, 1987)
- Telegdi Bálint (fizika 1991)
- Ligeti György (zene, 1996)
- Lovász László (matematika, 1999)
- Somorjai Gábor (kémia, 1998)
- Raoul Bott (matematika, 2000)
- George Feher (kémia, 2007)
- Fischer Ádám (zene, 2018)
- Krausz Ferenc (fizika, 2022)
- George Lusztig (matematika, 2022)
- Roska Botond (orvostudomány, 2024)
- Kurtág György (zene, 2024)

## Külső hivatkozások
- Az Alapítvány hivatalos oldala